# Канарёв, Виктор Павлович
Виктор Павлович Канарёв (1907—1965) — советский лётчик минно-торпедной авиации, участник Великой Отечественной войны, Герой Советского Союза (16.05.1944). Генерал-лейтенант авиации (27.01.1951).

## Молодость и начало военной службы
Родился 10 (23) марта 1907 года в Коканде. В 1925 году окончил девять классов школы, после чего работал статистиком в Ферганском областном земельном отделе.
В апреле 1927 года был призван на службу в Рабоче-крестьянскую Красную Армию. В 1928 году окончил Ленинградскую военно-теоретическую школу лётчиков, в 1929 году — Высшую школу красных морских лётчиков в Севастополе, в 1936 году — Высшую лётно-тактическую школу в Липецке. С 1929 года служил в той же Высшей школе красных морских лётчиков в Севастополе (в 1931 году школа переведена в Ейск и получила наименование «Высшая школа морских лётчиков и лётнабов имени И. В. Сталина») инструктором-лётчиком, командовал учебным звеном и учебным авиаотрядом. После окончания Высшей лётно-тактической школы в декабре 1936 года назначен командиром звена 19-й дальнеразведывательной эскадрильи 105-й авиационной бригады ВВС Балтийского флота. С апреля 1938 — командир 15-й отдельной разведывательной авиационной эскадрильи, затем командир 12-й отдельной морской разведывательной эскадрильи.
Участвовал в боях советско-финской войны, совершил несколько боевых вылетов на «МБР-2». За отличия на этой войне награждён своим первым орденом — Красного Знамени.
В феврале 1941 года переведён на Черноморский флот и назначен командиром 119-го разведывательного авиационного полка ВВС флота.

## Великая Отечественная война
Участник Великой Отечественной войны с июня 1941 года. Во главе полка участвовал в обороне Одессы, Севастополя, Новороссийска. Кроме этого, полк вёл непрерывную разведку немецких и румынских кораблей на Чёрным море, атаковал неприятельские военно-морские базы. Будучи командиром этого полка, выполнил 57 боевых вылетов.
С августа 1942 года гвардии подполковник Виктор Канарёв командовал 5-м гвардейским минно-торпедным авиаполком 1-й минно-торпедной авиадивизии ВВС Черноморского флота. Полк под его командованием выполнял широкий спектр задач: боролся с судоходством противника, в 1943 году производил минные постановки в Керченском проливе и у передовых немецких военно-морских баз в Крыму, наносил бомбовые удары по вражеским объектам, летал к партизанам в Крым. К августу 1943 года В. П. Канарев лично совершил 74 боевых вылета (из них 61 ночью) на самолётах МБР-2 и Ил-4. Его полк уничтожил 8 транспортов, 1 подводную лодку, 1 танкер, 8 барж и катеров, 24 вражеских самолёта.
В 1944 году Канарёв окончил академические курсы офицерского состава ВВС и ПВО при Военно-морской академии имени К. Е. Ворошилова. С апреля того же года он командовал 2-й гвардейской минно-торпедной авиадивизией ВВС Черноморского флота. Дивизия под его командованием активно участвовала в Крымской и Ясско-Кишинёвской наступательных операциях (в последней произвела массированный авианалёт на главную румынскую военно-морскую базу Констанца в августе 1944 года). 5 ноября 1944 года гвардии полковнику В. П. Канарёву присвоено воинское звание генерал-майор авиации.
К званию Героя Советского Союза был представлен в августе 1943 года, но получил эту высшую награду только после завершения Крымской наступательной операции в апреле—мае 1944 года. Дивизия под его командованием в боях за Крым и на немецких коммуникациях между Крымом и Румынией выполнила 401 боевой вылет. Были потоплены 19 транспортов, 5 быстроходных десантных барж, 1 тральщик, 1 сторожевой корабль, 1 сейнер, 3 катера. Получили повреждения 7 транспортов, 2 БДБ и 4 катера. Сбито 7 немецких самолётов. Потери дивизии составили 15 сбитых самолётов Ил-4 и «Бостон».
Указом Президиума Верховного Совета СССР от 16 мая 1944 года «за образцовое выполнение боевых заданий Командования в боях с немецкими захватчиками по освобождению Крымского полуострова и гор. Севастополя и проявленные при этом отвагу и геройство» гвардии подполковник Виктор Канарёв был удостоен звания Героя Советского Союза с вручением ордена Ленина и медали «Золотая Звезда» за номером 3806.

Могила В. П. Канарёва на кладбище Коммунаров в Севастополе.

## Послевоенная служба
После окончания войны В. П. Канарёв продолжил службу в Военно-морском флоте. С декабря 1945 по февраль 1947 года служил начальником штаба ВВС Черноморского флота, затем направлен на учёбу. В 1949 году окончил Высшую военную академию имени К. Е. Ворошилова. По её окончании в апреле 1949 года вновь назначен на должность начальника штаба ВВС Черноморского флота. С февраля 1950 мо май 1955 года — командующий ВВС 5-го ВМФ на Тихом океане. 27 января 1951 года ему было присвоено воинское звание генерал-лейтенант авиации. С мая 1956 года служил заместителем начальника кафедры ВВС Высшей военной академии имени К. Е. Ворошилова. С марта 1957 года — начальник секции реактивно-артиллерийского вооружения и член Морского научно-технического комитета ВМФ. С августа 1959 года был заместителем начальника научно-исследовательской группы при Главнокомандующем ВМФ СССР, в июне 1960 года вновь стал членом Морского научно-технического комитета ВМФ. В апреле 1961 года генерал-лейтенант авиации В. П. Канарёв был уволен в отставку.
Проживал в Москве. Скончался 5 июня 1965 года, похоронен на севастопольском Кладбище Коммунаров.

## Награды
- медаль «Золотая Звезда» Героя Советского Союза (16.05.1944)
- два ордена Ленина (16.05.1944, 13.06.1952)
- три ордена Красного Знамени (21.04.1940, 6.03.1942, 30.04.1947)
- орден Ушакова 2-й степени (13.05.1944)
- орден Отечественной войны 1-й степени (3.12.1942)
- орден Красной Звезды (3.11.1944)
- Медаль «За оборону Одессы»
- Медаль «За оборону Севастополя»
- Медаль «За оборону Кавказа»
- другие медали СССР
- именное оружие[2]

## Память
- Бюст на аллее Славы в посёлке Вольное (бывший военный аэродром Весёлое), Джанкойского района Республики Крым
- В честь Канарёва названа улица в Коканде[2].
- Бюст в посёлке Мирный Евпаторийского горсовета Республики Крым на территории бывшего аэродрома Донузлав, Черноморского флота.